# FK Minaj
Futbolnij klub Minaj är en fotbollsklubb i Minaj i Ukraina som grundades 2015.

## Placering tidigare säsonger
| Säsong  | Nivå | Liga         | Placering | Referens | Notering                           |
| ------- | ---- | ------------ | --------- | -------- | ---------------------------------- |
| 2018/19 | 2    | Druha liha   | 1         | [ 2 ]    |                                    |
| 2019/20 | 2    | Perša liha   | 1         | [ 3 ]    |                                    |
| 2020/21 | 1    | Premjer-liha | 14        | [ 4 ]    |                                    |
| 2021/22 | 1    | Premjer-liha | X         | [ 5 ]    | Rysslands invasion av Ukraina 2022 |
| 2022/23 | 1    | Premjer-liha | 10        | [ 6 ]    |                                    |
| 2023/24 | 1    | Premjer-liha | 15        | [ 7 ]    |                                    |
| 2024/25 | 2    | Perša liha   | 12        | [ 8 ]    |                                    |